# Пипилоти Рист
Пипилоти Рист (на немски: Pipilotti Rist (псевдоним на Елизабет Шарлот Рист, Elisabeth Charlotte Riste) е известна съвременна швейцарска художничка.
Работи предимно в областта на пърформанса, видео-изкуството, пространствените инсталации, фотографията (фотомонтажи) и др.
Последното произведение на художничката е игралният филм „Пеперминта“ (Pepperminta), 2009.